# Sara Menghi
Sara Menghi (Mantova, 18 maggio 1983) è un'ex pallavolista italiana, di ruolo centrale.

## Carriera

### Club
La carriera di Sara Menghi inizia nella stagione 1999-00 nel Piva, in Serie D, per poi passare, in quella successiva, al Frascati, in Serie B1, dove resta per tre annate; milita nella stessa divisione anche per il campionato 2003-04 vestendo la maglia del Sacrata, con cui ottiene la promozione in Serie A2, che disputa a partire dalla stagione 2004-05 con lo stesso club e con cui si aggiudica la Coppa Italia di Serie A2 2004-05. Nella stagione 2006-07 viene ingaggiata dalla Virtus Roma, per poi giocare nell'annata 2007-08 per la Robur Tiboni Urbino e per il Pontecagnano Faiano nell'annata 2009-10, sempre in Serie A2.
Nella stagione 2010-11 firma per il Castellana Grotte, esordendo in Serie A1, ma già in quella successiva è nuovamente in serie cadetta con l'IHF: è in Serie A2 anche per il campionato 2012-13, al Verona, e in quella 2013-14, al Neruda. Nell'annata 2014-15 si accasa alla Savino Del Bene, in Serie A1, per poi trasferirsi in Francia nella stagione 2015-16, al Saint-Raphaël, in Ligue A, vincendo lo scudetto 2015-16 e la Supercoppa francese 2016.
Rientra in Italia per il campionato 2017-18 con l'Olimpia Teodora, in Serie A2; nella stagione 2018-19 è nella massima divisione difendendo i colori della neopromossa Cuneo Granda, così come in quella successiva è alla neopromossa Wealth Planet Perugia.
Nell'annata 2020-21 è ingaggiata dal Cutrofiano, in Serie A2, per poi disputare la Serie B2 prima con la Due Principati nella stagione 2021-22, ottenendo la promozione, e poi in quella 2022-23 con la Vesuvio Oplonti, infortunandosi però alla prima giornata di campionato: al termine dell'annata annuncia il suo ritiro dall'attività agonistica.

## Palmarès

### Club
- Campionato francese: 1

2015-16
- Supercoppa francese: 1

2016
- Coppa Italia di Serie A2: 1

2004-05